# Hyksos
Hyksos er navnet på et folk beskrevet af den jødiske historiker Josefus. Han mener, at hyksos kontrollerede Egypten i flere hundrede år omkring år 2000 f.Kr. Hans oplysninger bekræftes af egyptiske optegnelser og smånotitser. Det er dog ikke muligt at finde videre information om dette folks historie eller viden omkring herredømmet over Egypten og varigheden af det. Deres magt tilintetgjordes af stifteren af det attende egyptiske dynasti, Ahmose 1..